# Dean Kamen

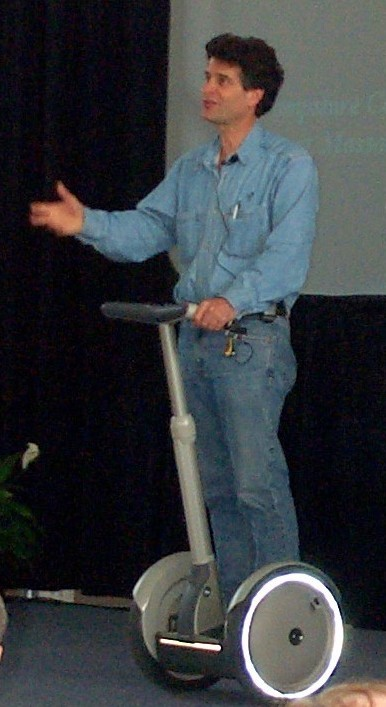
Dean Kamen auf dem von ihm erfundenen Segway Personal Transporter (2002)

Dean L. Kamen (* 5. April 1951 in Rockville Centre, Long Island, New York) ist ein US-amerikanischer Unternehmer und Erfinder. Ein Studium am Worcester Polytechnic Institute brach er ab. Sein Vater ist Jack Kamen, ein Zeichner von Weird Science und anderen EC Comics.

## Erfindungen
Kamens bekannteste Erfindung ist der Segway Personal Transporter, ein revolutionärer Elektroroller zur Personenbeförderung. Zuvor hatte Kamen bereits den innovativen  iBot (Elektrorollstuhl) erfunden, der Treppen steigen sowie seinen Benutzer auf Augenhöhe mit stehenden Personen heben kann. Wegweisend auf medizinischem Gebiet war Kamens Erfindung eines mobilen Dialyse-Systems.

## Auszeichnungen
Kamen ist für seine Erfindungen vielfach ausgezeichnet worden. So wurde er 1997 in die amerikanische National Academy of Engineering gewählt, erhielt 1999 einen Heinz Award und wurde im Jahr 2000 vom damaligen US-Präsidenten Bill Clinton mit der National Medal of Technology geehrt. 2002 erhielt Kamen den Lemelson-MIT Prize für Erfinder. 2005 wurde Kamen in die amerikanische National Inventors Hall of Fame aufgenommen und 2006 mit dem Global Humanitarian Action Award der UNO ausgezeichnet. 2011 erhielt er die Benjamin Franklin Medal. Kamen besitzt Ehrendoktorwürden der Kettering University (2001), des Wentworth Institute of Technology (2004), des Bates College (2007), des Georgia Institute of Technology (2008) und der Plymouth State University (2008).

## DEKA
DEKA Research & Development Corporation ist ein Unternehmen, welches 1982 von Kamen gegründet wurde und seinen Firmensitz in Manchester, New Hampshire hat. Der Firmenname ist ein Akronym aus dem Namen des Gründers Dean Kamen. DEKA hält unter anderem das Patent für den IBot (Elektrorollstuhl) und ist Hauptsponsor sowie strategischer Partner von FIRST. Die neueste Entwicklung von DEKA ist der Luke-Arm, eine Prothese, welche über elektrische Signale der Muskeln gesteuert werden kann.